# Universidad Federal del Sur
La Universidad Federal del Sur (en ruso: Южный федеральный университет - ЮФУ; transliterado: Yuzhni federalni universitet - YuFU) es una universidad federal pública del Distrito Federal del Sur de Rusia. Tiene campus en Rostov del Don y Taganrog.

## Historia
La universidad es la mayor institución educacional de investigación del óblast de Rostov. Empezó a funcionar en Rostov en 1915 como una filial de la Universidad Imperial de Varsovia, cuyos empleados rusos habían sido evacuados al estallar la Primera Guerra Mundial. Con el colapso del Imperio ruso, la universidad fue nombrada Universidad del Don por decreto del Gobierno Provisional del 5 de mayo de 1917. Cuando fue fundada en 1915, la Universidad del Don era la primera institución de enseñanza superior de Rostov y tenía cuatro departamentos: historia y filosofía, medicina, física y matemáticas, y derecho. En 1917-1920, durante la guerra civil rusa, Rostov estuvo en poder de la coalición antisoviética del Movimiento Blanco y el Ejército del Don de Alekséi Kaledin. Muchos de los empleados de la universidad que se refugiaron en la universidad eran antisoviéticos y los alumnos fueron reclutados. Durante los tumultuosos años de la Guerra Civil, el nombre oficial de la universidad fue Universidad Mitrofan Bogayevski, asistente del atamán Kaledin. Tras la conquista de Rostov por el Ejército Rojo en enero de 1920, la gerencia de la universidad pasó al gobierno soviético. Ese mismo año se purgó la universidad de partidarios del movimiento blanco.
En 1925 fue renombrada Universidad Estatal del Cáucaso Norte para reflejar su estatus como centro educacional en el entonces krai del Cáucaso Norte. 
En 1934 fue renombrada como Universidad Estatal de Rostov del Don, y en 1957 se le cambió de nuevo a Universidad Estatal de Rostov, nombre que duraría hasta 2006. 
En noviembre de 2006, la Academia Estatal de Arquitectura y Artes de Rostov, la Universidad Estatal Pedagógica de Rostov y la Universidad Estatal de Radiotecnología de Taganrog se unieron con la Universidad Estatal de Rostov para formar una sola entidad denominada Universidad Federal del Sur.

## Centros

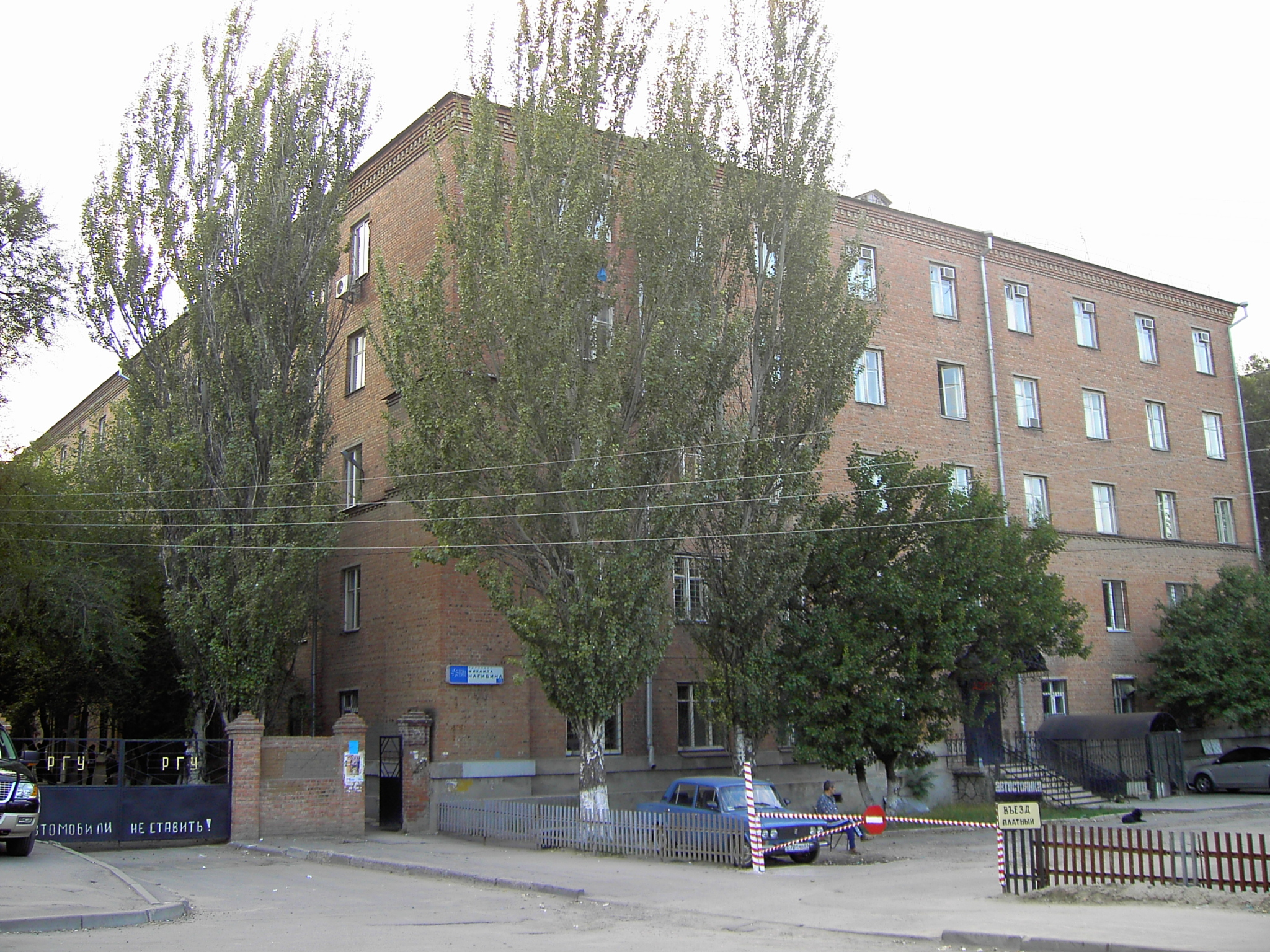
Facultad de Filosofía y Estudios Culturales de Rostov del Don.

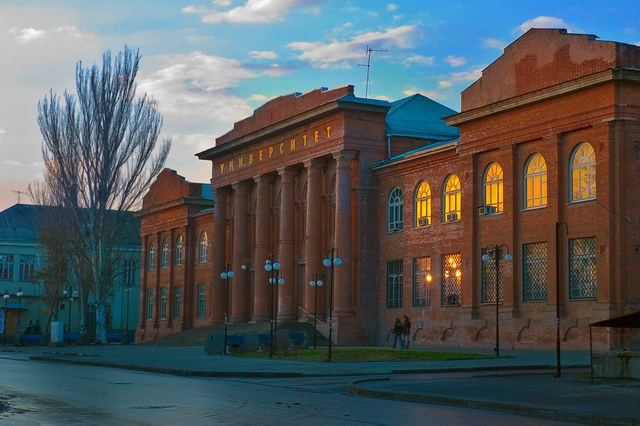
Edificio del campus de Taganrog.

- Campus principal (antigua Universidad Estatal de Rostov) 
  - Facultad de Biología y Ciencias del Suelo
  - Facultad de Química
  - Facultad de Economía
  - Facultad de Geología y Geografía
  - Facultad de Alta Tecnología
  - Centro de Ingeniería Piezoeléctrica"Piezopribor"
  - Facultad de Historia
  - Facultad de Derecho
  - Facultad de Matemáticas, Mecánica y Computación
  - Facultad de Filología y Periodismo
  - Facultad de Filosofía y Estudios Culturales
  - Facultad de Psicología
  - Facultad de Fïsica
  - Facultad de Estudios Regionales
  - Facultad de Ciencia Social y Política
- Instituto de Relaciones Económicas Internacionales
- Instituto Pedagógico (antigua Universidad Pedagógica de Rostov) 
  - Facultad de Lingüística y Filología
  - Facultad de Pedagogía y Psicología
  - Facultad de Educación Física y Deporte
  - Facultad de Economía, Administración y Estudios Legales
  - Facultad de Ciencias Naturales
  - Facultad de Tecnología y Desarrollo
  - Facultad de Artes Visuales
  - Facultad de Matemáticas, Física y Computación
  - Facultad de Educación Continuada y Extendida
  - Facultad de Entrenamiento Avanzado y Desarrollo Profesional para Profesores
- Instituto de Taganrog de Tecnología (TIT), antigua Universidad Estatal de Radiotecnología de Taganrog
- Instituto de Arquitectura y Artes (antigua Academia Estatal de Arquitectura y Artes de Rostov)

## Alumnos y profesores famosos

### Alumnos
- Alexander Ankvab (*1952), presidente de Abjasia.
- Aleksander Burba (1918-1984), químico.
- Aleksandr Solzhenitsyn, escritor ruso.

### Profesores
- Dmitri Mordujái-Voltovskói (1876-1952), matemático
- Dmitri Ivanovski (1864-1920), botánico.
- Iván Kornílov (1899-1953), general soviético
- Vladímir Semiónov (1911-1922), diplomático soviético.
- Sabina Spielrein, 1885-1942, psicoanalista.